# Malcolm Miller
Malcolm Miller (ur. 6 marca 1993 w Laytonsville) – amerykański koszykarz, występujący na pozycji niskiego skrzydłowego.
10 lutego 2019 podpisał umowę do końca sezonu z Toronto Raptors.

## Osiągnięcia
Stan na 29 listopada 2020, na podstawie, o ile nie zaznaczono inaczej.
NCAA
- Zaliczony do:
  - II składu Ligi Patriot (2015)
  - III składu Ligi Patriot (2014)

Drużynowe
- Wicemistrz G-League (2018)[3]
- 3. miejsce w pucharze Niemiec (2017)
- Uczestnik rozgrywek Eurocup (2016/2017 – TOP 16)

NBA
- Mistrz NBA (2019)